# Bhavnagar
Pronunciação
Bhavnagar é uma cidade do estado de Guzerate, na Índia. Localiza-se no oeste do país. Tem cerca de 548 mil habitantes. Foi fundada em 1723.